# Сет (міфологія)
Сет — у староєгипетській міфології бог пустелі, плутанини та зла. Попри керування всіма шкідливими явищами світу, місцями шанувався як покровитель царської влади і мав поширений культ, покликаний задобрити Сета.

## Ім'я та епітети
Відомі різні варіанти імені цього бога: Сетх, Сутех, Саутекх, Сута, Сеті. Найпоширенішим у сучасній науці та масовій культурі варіантом є Сет (Stẖ). Вважається, що початковий варіант імені вимовлявся *Sūtaḫ. Згідно Плутарха, це ім'я означає «архиволодар», «всемогутній», або «повернення», «перетинання».
Існують різні спекуляції щодо справжнього значення, що здебільшого зводять його до «розділяти», «до пустелі», «бути загубленим», «бути п'яним». Точне лишається невідомим, але деякі сучасні дослідники вбачають у ньому вказівку на пиво через зв'язок деяких функцій божества і впливу цього напою на організм. Існують трактування імені Сет як «той, хто заплутує», «пустельник», «п'яниця».
Епітетами Сета були «володар брехні», «цар обману», «той, кого радує занепад і хто ненавидить дружбу», «хвалько серед богів», «цар грабіжництва» і подібні.

## Функції

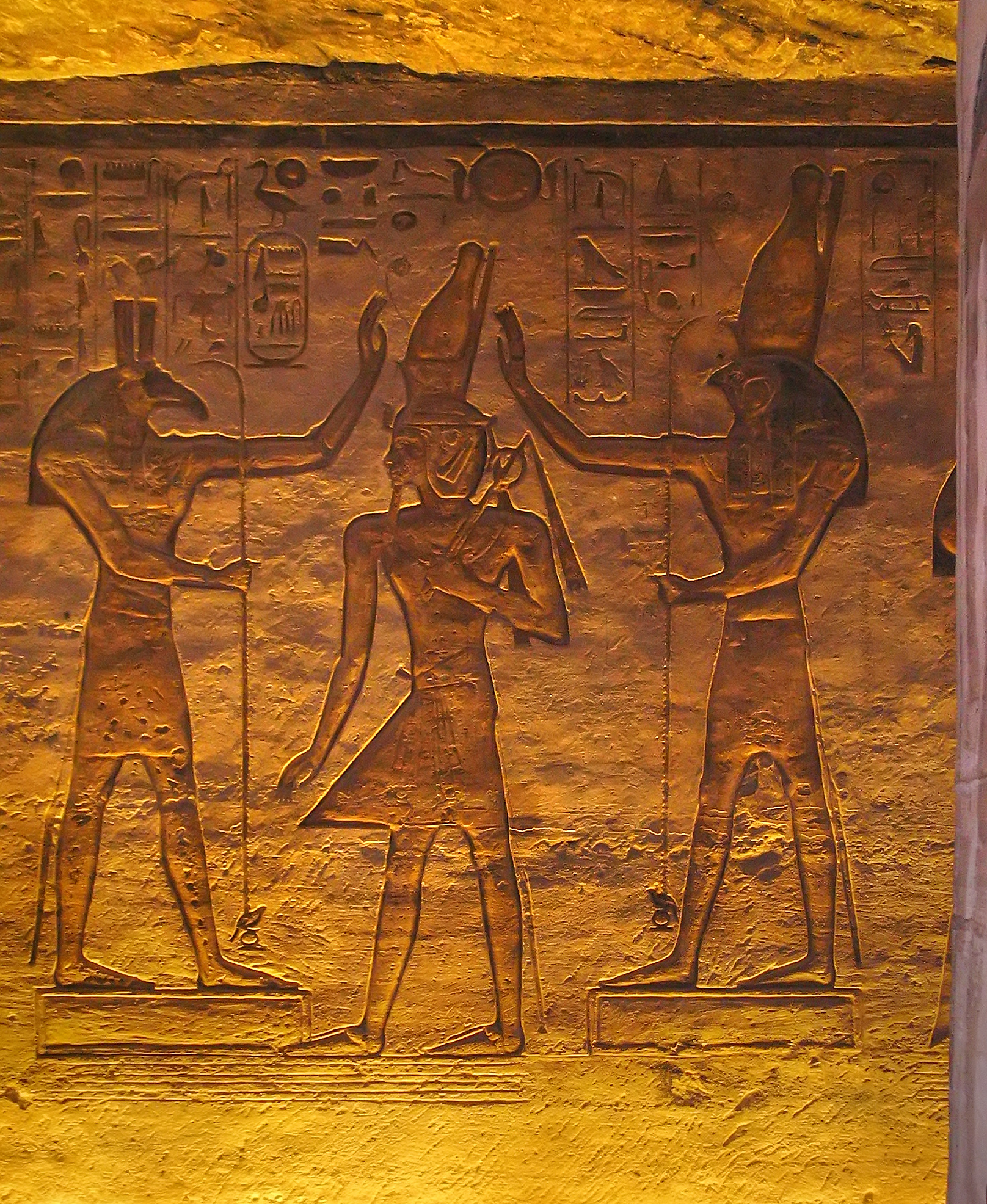
Сет і Гор коронують фараона Рамзеса

### Початкові функції
Сету в ранні періоди історії Стародавнього Єгипту приписувалися подвійні функції. З одного боку він керував усіма явищами, протилежними добрим та корисним. На противагу родючим землям у його владі перебувала пустеля, повновіддю протистояла посуха, світлу — темрява, здоров'ю — хвороби, Єгипту — навколишні країни. Боги інших країн асоціювалися в єгиптян із Сетом. Так, наприклад, Сетом вони називали Ваала.
Коли Верхній і Нижній Єгипет об'єдналися, Сет і Гор часто вважалися покровителями влади фараона. Разом з тим, оскільки Верхній Єгипет, де процвітав культ Сета, було завойовано Нижнім за фараона Нармера, ці боги уявлялися супротивниками. Коли Гор і Сет зображалися разом, то Гор неодмінно стояв попереду Сета.
З іншого боку Сет виступав не менш значним покровителем царської влади і військової могутності. У такій ролі він вперше зустрічається в титулатурі фараонів II династії: Перібсен, Хасехемуї та Джосер поміщали його ім'я над власним. Ім'я Джосера буквально перекладається як «Два брата», під якими маються на увазі Гор і Сет. Храмові рельєфи зображали Сета учителем фараона стрільбі з лука і військовому мистецтву взагалі. В його божественні функції крім того входило разом з Гором допомагати богу Ра боротися проти змія Апепа.

### Демонізація Сета
Його образ набував все більш негативних рис, починаючи з III Перехідного періоду (близько 800 року до н. е.). З VIII ст. до н. е. Сет став ототожнюватися зі змієм Апепом, описувався ворогом Ра. Плутарх вважав, що Сет — це єгипетський образ Тифона. Надалі Сет асоціювався із гнітом перських завойовників і його старі зображення знищувалися, замінюючись на барельєфи, де Сета в образі тварин вражають зброєю.

## Родовід
Сет був молодшим сином богині неба Нут і бога землі Геба. Був братом Осіріса, Ісіди і Нефтиди, для останньої він також був чоловіком. Є версія, за якою він був народжений у районі міста Су (Фаюмська оаза). Згідно Геліопольської космогонії, народився Сет, вискочивши з боку матері Нут.
Мав кілька дружин: Нефтиду, Таурт, угаріто-фінікійських богинь Анат і Ашторет та ін.

## Сет у міфах
Сет був братом Осіріса, Ісіди і Нефтиди, яка приходилася йому дружиною. Проте як бог безплідної пустелі, Сет ніколи не мав дітей. Попри негативний пізніший образ, згадується, що Сет знищував ворогів Ра, а пізніше приєднався до його почту.
Цей бог найбільше відомий у міфах за боротьбу з Гором, сином Осіріса, підступно вбитого Сетом. Забравши трон Єгипту в Осіріса, Сет довго боровся за владу з Гором. Коли боги зійшлися у двобої, сили виявилися рівними, позаяк Гору давала сили Ісіда, а Сету його демони. Однак бог пустелі зумів кинути гострий камінь Гору в око і коли той похитнувся, вирвав око. Після цього Сет розрубав противника на шістдесят чотири шматка. Бог Тот зростив шматки, Гор підвівся і вирушив продовжити бій. У наступному бою Сет програв, Гор зв'язав його, а вирване око вклав Осірісу до рота, чим оживив його.
Сет не покинув зазіхань на трон і звернувся до інших богів розсудити суперечку. Восьмеро з дев'яти головних богів постановили бути фараоном Гору, тільки Ра заперечив. Він вважав Гора надто юним і не дозволив порушити закон, за яким син не може зайняти трон ще живого батька. Зрештою боги домовилися визначити фараона змаганням. Сет боявся, що Ісіда допомагатиме сину, тому їй було заборонено знаходитися поруч. Та богиня, набувши вигляду старої, підкупила золотом перевізника Анті. Знайшовши Сета, Ісіда перетворилася на дівчину та звернулася до бога пустель з проханням розсудити її випадок. Вона скзала, що є донькою пастуха, котрого вбив його брат, а його сина прогнав і худобу забрав собі. Сет відповів — злодія слід побити, вигнати, а стадо віддати синові. Цим він сам виніс собі вирок, адже Ісіда переповіла історію про те, як він відібрав трон в Осіріса.
Домовившись із Гором, Сет таки почав змагання — в подобі гіпопотамів три місяці протриматися під водою. Сет не витерпів першим, але і Гор був знесилений. Скориставшись цим, бог пустель вирвав у Гора очі, та їх відновила Хатхор, вливши в очниці молоко. Коли злочин викрився, Сет став вимагати другого змагання. Ра дозволив його за умови, що воно стане останнім.
Противники домовилися побудувати камінні кораблі та змагатися у швидкості. Сет видовбав корабель з цілого каменя, Гор же зробив його з дерева і покрив гіпсом. Тому Сет програв, адже його корабель вмить затонув, а Гора тримався на плаву. Після цього Сет спробував помститися, напавши на Гора в подобі гіпопотама, але той вразив ворога мідним гарпуном. Ра оголосив фараоном Гора, котрий зажадав скарати вбивцю батька смертю. Цьому завадила Ісіда, позаяк Сет був її братом. Більше битв між Сетом і Гором не відбувалося, проте єгиптяни вірили, що колись Сета буде подолано остаточно.

## Іконографія

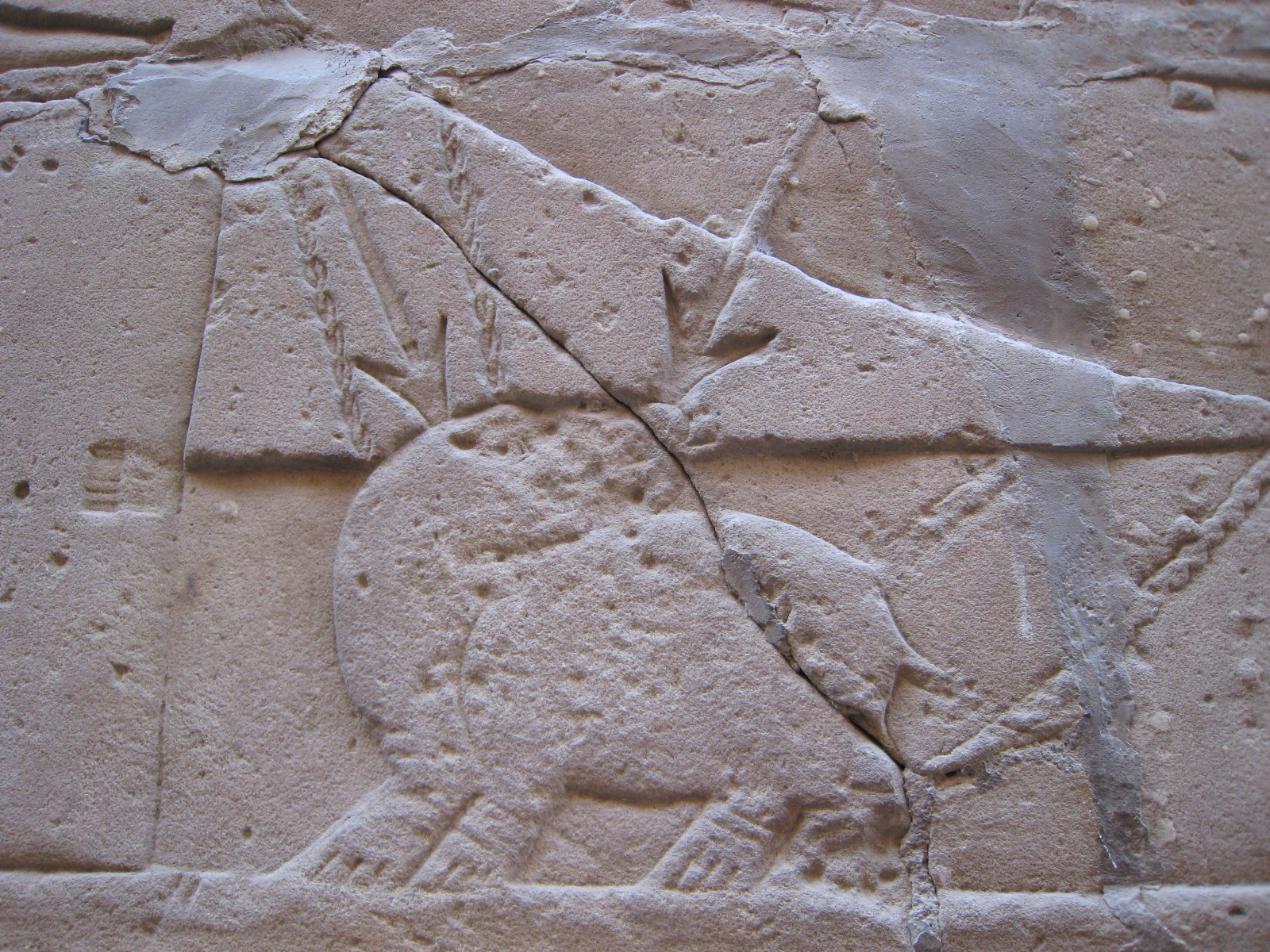
Сет у подобі гіпопотама, вражений списами

Сет зображався, як правило, в подобі людини з чорною головою тварини, що має довгу морду і вуха. Не існує одностайної думки що саме це за тварина, нею визначаються віслюк, трубкозуб, жирафа. Часто її виділяють в окрему міфічну «тварину Сета» чи «звіра Сета». Цей знак був ідеограмою, яка слугувала детермінативом до таких слів як «дикий», «злий», «лютий». Зрідка зображався людиною з пташиними крилами.
Зооморфними образами Сета були віслюк, гіпопотам, грифон, «тварина Сета». Існують також ймовірні зображення у вигляді крокодила (рельєф південно-західного залу храму Хатхор в Дендері), самця гіпопотама (папірус Жуміляк), змія (рельєф в храмі Рамсеса II в Асуані), а також в збірному образі як гіпопотама в шкурі крокодила (фреска на стіні гробниці Ментухотепа). Крім того бог зображався в подобі чорної свині, як це описано в міфі про шкідництво Сета Ра.

## Культ Сета

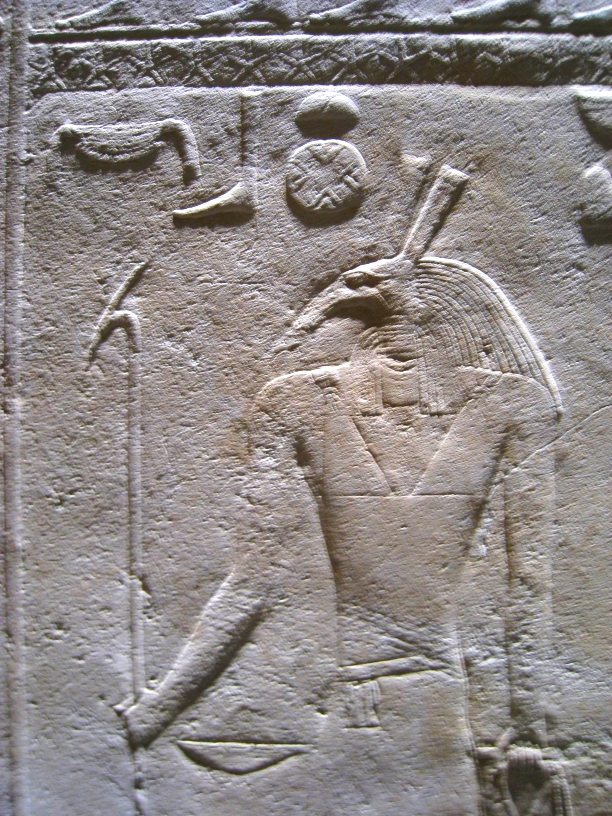
Барельєф Сета часів V династії

Предмети із зображенням тварини, що символізує Сета, з'явилися в Додинастичний період, в епоху Накада I (3800-3600 рр. до н. е.). У період Стародавнього царства Сет поряд з Гором вважався богом-покровителем царської влади, що відображено в «Текстах пірамід» і в титулах II династії фараонів (поєднання імен Сета і Гора означає «цар»). При гіксосах Сет був ототожнений з їх богом Ваалом, місцем культу як головного бога стала тодішня столиця Єгипту Аваріс.
Сет особливо шанувався Рамессидами — правителями XIX і XX династій (XIV-XIII ст. до н. е.). Ім'я цього божества носили Сеті I та Сеті II, а Сета описували як покровителя військової доблесті. За часів Рамсеса II, головними богами в Танісі були Амон, Ра, Пта і Сет, згадуючись також як особисті покровителі фараона. Один з полків Рамсеса II в битві при Кадеші був названий на його честь. На початку періоду Нового царства імена «Сетів» зустрічаються досить часто; ці імена носили фараони XIX династії: Сет, Сетнахт; Сету давався епітет «могутній».
З давніх часів Омбос у Верхньому Єгипті був важливим центром культу Сета. Тут йому поклонялися як владиці півдня країни і іноді вважали єдиним цілим з Себеком, богом-крокодилом. У нього був храм у Фівах і кілька храмів в західній дельті Нілу, особливо в Танісі, де йому поклонялися, як правило, під ім'ям Саутекха. У Пер-Рамсесі існувала традиція святкувати «ювілеї» Сета, на що вказують стели, споруджені за Рамсеса II.
У III Перехідний період багато статуй Сета було розбито або перероблено на зображення інших богів. Він став богом зла і цілковитим покровителем всього шкідливого й негідного. З VIII ст до н. е. бога і його тварин стали зображати пронизаними списом або ножем. Щоб задобрити бога зла, йому приносилися в жертву руді бики, яким попередньо слали прокляття. Віслюк як Сетова тварина вважався «нечистим», жерці перед здійсненням обрядів Ра уникали годувати віслюків та носити при них золоті прикраси. Короп, мормірус і кліщ згідно повір'я, з'їли фалос убитого Сетом Осіріса, через що місцями приносилися в жертву чи ритуально знищувалися. У Бусірісі зображення Сета витискувалися на жертовних коржиках. В епоху Птолемеїв у Едфу набули популярності містерії, де розігрувалася битва Гора із Сетом та неодмінна поразка бога пустель.
Планета Меркурій вважалася небесним чином Сета — «Сет у вечірніх сутінках, бог у вранішніх сутінках». Сетовим сузір'я була Велика Ведмедиця — нога, яку йому відсік Гор. Кольором Сета був рудо-червоний, підвладною стороною світу — південь. Згідно Плутарха, день народження Сета, яким вважався третій передноворічний день, був нещасливим. Фараони уникали займатися того дня державними справами, не приймали відповідальних рішень і намагалися не з'являтися на людях.

## Сет у сучасній культурі
На честь Сета названо релігійну організацію Храм Сета, засновану 1975-го року в Каліфорнії, яка вважається відгалуження сатанізму. Її учасники дотримуються філософії розумного егоїзму та використовують образ Сета як зразок вільної, розумної особистості, борця проти невігластва. Голова Сета слугує символом організації.
У художніх творах, заснованих на давньоєгипетській міфології, Сет переважно зображається богом зла, противником сил добра, подібним до християнського диявола. Прикладами є «Боги Єгипту», «Пригоди Папіруса», «Тутанхамон: Прокляття гробниці». Іноді ім'я Сет надається негативним персонажам. Такими є інопланетянин Сет у серіалі «Зоряна брама: SG-1», в циклі про конана-варвара Сетом зветься бог країни Стігії, в серіалі «Доктор Хто» таке ім'я носить інопланетна істота, ув'язнена в Єгипті.